# 全開HONDA
全開HONDA（ぜんかいホンダ）は、社会人野球の本田技研工業（HONDA）所有3チーム（Honda、Honda鈴鹿、Honda熊本）およびソフトボールチームのホンダリヴェルタの共通応援歌である。

## 概要
ホンダ鈴鹿応援団の製作によるものの、いつの間にか3チームの共通応援歌となったものという説が唱えられている。また、応援歌として用いられ始めた年は明らかでない（ホンダ鈴鹿が2005年の都市対抗野球、日本選手権に出場した際に配布されたハンドブックには、他の応援歌と違い、作詞者・作曲者が明示されていない）。かつては歌い出しの歌詞が鈴鹿・熊本では「いいぞ」だが、狭山だけ「行くぞ」と異なっていた。また、鈴鹿では出塁（攻撃開始）のファンファーレを兼ねた前奏がある。
原曲はアイルランド民謡の「小川の四季」で、原曲こそのんびりとした曲調と歌詞にもかかわらず、この応援歌は、非常にアップテンポにアレンジされており、狭山ではチャンステーマとして、鈴鹿では出塁後のチャンステーマ、熊本では初回のテーマとして演奏される。特に鈴鹿では7回以降の攻撃ではこの曲がメインテーマとなる。
社会人野球・ソフトボール以外ではBCリーグの福井ミラクルエレファンツや群馬県の高校野球の強豪健大高崎高校もこの曲をチャンステーマに使用している。